# پلیکان نوک‌خالدار
پلیکان نوک‌خالدار (نام علمی: Pelecanus philippensis) نام یک گونه از سرده پلیکان است.